# Margitta Droese-Pufe
Margitta Droese-Pufe, född den 10 september 1952 i Gera, Thüringen, är en östtysk friidrottare inom kulstötning.
Hon tog OS-brons i kulstötning vid friidrottstävlingarna 1980 i Moskva.